# Première présidence de Luiz Inácio Lula da Silva
Pour un article plus général, voir Présidence de Luiz Inácio Lula da Silva.
 (octobre 2023).
 (novembre 2022).
Cet article présente une chronologie concernant la première présidence de Luiz Inácio Lula da Silva au Brésil.

## Chronologie

### Juin 2002
Les sondages donnent Lula gagnant pour les prochaines élections.
En pleine crise financière, le réal commence à dévaluer.

### Octobre 2002
Le 10 le réal est au plus bas
Le 27, Lula est élu président à l'élection présidentielle de 2002 avec 61.3 % des voix. C'est le premier président de gauche du Brésil, avec prise de fonction pour le 1er janvier.

### Janvier 2003
Lors de sa prise de fonctions, le 1er janvier 2003, Lula déclare dans son discours inaugural : « Le changement, voilà notre mot d'ordre (…) L'espoir a vaincu la peur, notre société a décidé qu'il était temps d'emprunter une nouvelle voie ».
À la suite de l'ample alliance politique PT, PL, PcdoB, PCB et PMN, Verts, il choisit comme :
- Vice-président, le sénateur José Alencar Gomes da Silva (PL), entrepreneur de la région du Minas Gerais.
- Ministre du Développement et de l'industrie, Fernando Fulan, l'ancien PDG du grand groupe alimentaire Sadia.
- Président de la Banque centrale, le banquier Henrique Meirelles.
- Ministre de la Culture, le célèbre compositeur et chanteur Gilberto Gil (Verts).

Début de l'ambitieuse campagne « Faim zéro » dont l'emblème est un plat, un couteau et une fourchette avec le drapeau brésilien en arrière-plan. Ses premières mesures constituent :
- L'octroi d'une allocation mensuelle de 50 réals (15 euros) aux plus démunis, une somme cependant considérée comme insuffisante pour manger à sa faim.
- Un plan de scolarisation et de vaccination des enfants.
- Un plan de suivi médical obligatoire pour les femmes enceintes.
- Un plan-test d'installation de l'eau potable.
- Le regroupement des différents plans d'aide sociale à la famille au sein d'un nouvel organisme la Bolsa Família.

Une centaine des plus grandes entreprises du Brésil collaborent au plan de lutte contre la faim pour un montant de 104 millions $US.
Anna Fonseca, historienne, sociologue et spécialiste de politique publique  devient coordonnateur fédéral pour l'aide sociale d'urgence, directement rattaché à Lula, son action devrait concerner 11 millions de familles, son adjoint est Ricardo Henriques, économiste  . .
Les réformes des retraites et de la sécurité sociale provoquent des remous dans l'extrême-gauche du Parti des travailleurs, mais ne débouchent pas sur une rupture, seulement sur des manifestations dénonçant « la trahison de Lula ». La principale mesure a été de repousser l'âge de la retraite de 55 à 60 ans, ce qui a permis l'approbation par le FMI d'un nouveau prêt de 15 milliards de $US.

### Avril 2003
- Réévaluation du réal, la monnaie du Brésil.

### Septembre 2003
- L'autorisation donnée à la culture de soja génétiquement modifié (cette autorisation serait temporaire pour 2004 et sujette à étude) et le projet de construction d'une troisième centrale nucléaire a poussé le député et ancien guérillero Fernando Gabeira à annoncer sa rupture avec le Parti des travailleurs.
- Les négociations de l'OMC à Cancún, se sont soldées par un échec, en grande partie à cause de l'opposition de Lula qui désirait des rapports d'égal à égal avec les États-Unis. Cette position lui a permis d'acquérir une grande popularité dans tous les pays d'Amérique latine où l'antiaméricanisme est répandu.
- Les États-Unis imposent à tout passager passant par leur sol, même en simple transit, et qui ne sont pas munis d'un passeport à lecture optique de faire enregistrer ses empreintes digitales et sa photo par les services de l'immigration. Les citoyens brésiliens sont donc directement impactés. Au nom de la réciprocité, le Brésil a imposé le même traitement aux citoyens américains entrant au Brésil.

### Novembre 2003
- Lula promet de donner des terres à 400 000 familles pauvres avant 2006 (MST), et promet le respect des engagements du Brésil envers le FMI.

### Décembre 2003
- Loi contre les armes à feu.

### Janvier 2004
- Bilan première année : 
  - Le réal a retrouvé un tiers de la valeur perdue lors de la dévaluation de 58 %.
  - L'indice du risque pays a été divisé par deux.
  - Les marchés commencent à se rassurer.
  - Les règles d'or du libéralisme sont respectées.
  - L'inflation est sous contrôle, mais grâce à des taux d'intérêt élevés.
  - Les échéances de la dette du pays sont honorées, mais au prix de coupes claires dans le budget social.
  - La dette extérieure du pays s'élève à 270 milliards $US, elle est la plus élevée du monde, représente 55,8 % du PIB et coûte chaque année 50 milliards au Brésil.
  - Le FMI a mis à la disposition du Brésil 30 milliards $US, dont 24 sont libérables sur 2003, à condition que la politique d'austérité soit rigoureusement respectée.
  - La réforme fiscale en cours d'étude ne prévoit aucun impôt supplémentaire pour les riches.
  - Le délinquance a encore entraîné plus de 40 000 assassinats en 2003.
  - Le chômage se monte officiellement à 11,7 % mais le chiffre réel avoisinerait 20 %.
- Le 24, premier remaniement ministériel, ouverture au centre-droit (PMDB).
- Multiplication des discussions ou accords de libre-échange entre le Brésil/Mercosur et l'Inde, l'UE, Canada.
- Annonce d'un revenu minimum pour tous à partir de 2005.
- Le sommet des Amériques du 12 et 13 janvier s'est soldé par un échec, en grande partie à cause de l'opposition de Lula qui a rejeté les projets présentés par les États-Unis tant sur le fond que sur la forme.

### Février 2004
- Un conseiller du chef de la Maison civile est limogé du gouvernement, accusé de trafic d'influence pour avoir négocié en 2002 une commission sur les loteries clandestines pour financer la campagne du Parti des travailleurs (affaire révélée par la presse).

### Mars 2004
- Sur proposition du président français Jacques Chirac, Lula accepte d'envoyer une force de paix en Haïti de 1100 hommes et de prendre le commandement de la force multinationale de l'ONU.
- Le gouvernement débloque 3 milliards de réaux (900 millions d'euros) pour restaurer les routes.

### Juillet 2004
- Le gouvernement brésilien lance une campagne de désarmement de la population civile avec un budget de 10 millions de réaux, pour l'acquisition d'environ 80 000 armes.
- Le 14, Lula annonce que l'économie brésilienne a créé 830 000 emplois sur les cinq premiers mois de l'année. Il indique que ce chiffre est en dessous de son espérance et espère une « surprise agréable » à la fin de l'année.

### Septembre 2004
- Accélération des programmes sociaux : La BID (Banque interaméricaine de développement) annonce un prêt de 1 milliard de US dollars sur 2005-2007, pour financer le programme d'aide sociale, la bourse-famille, créé dans le cadre du plan « Faim zéro », d'éradication de la faim, et pour unifier d'autres aides sociales comme la bourse-école ou la carte d'alimentation.

Cette aide concerne 4,5 millions de familles qui touchent 72 réaux par mois (25 US$), et comporte des contreparties comme l'obligation d'envoyer les enfants à l'école et de les faire vacciner. Sa gestion vient d'être attribuée directement à José Dirceu, chef de cabinet du président « Lula » à la place du ministre de développement social Patrus Ananias.

### Novembre 2004
- Le 4, le président Lula accepte la démission du ministre de la Défense José Viegas, après la publication d'un communiqué de l'armée, par le général Roberto de Albuquerque, faisant l'apologie du régime militaire, sans que le ministre soit consulté avant la publication du communiqué. Il est remplacé par le futur vice-président, José Alencar.

### Décembre 2004
- Le président décide d'ouvrir les archives de la dictature militaire (1964-1985).
- Annonce de l'augmentation du salaire minimum de plus de 15 % à 300 R$ au lieu de 260 R$, pour mai 2005.
- Popularité de Lula et de son gouvernement en hausse, respectivement 65,4 % et 44,5 %. Le sondage indique qu'il serait réélu en 2006.
- Le 18, le numéro 1872 de la revue Veja dénonce un accord selon lequel le Parti des travailleurs s'est engagé à verser 10 millions de réaux au Parti travailliste brésilien pour obtenir son soutien.

### Mai 2005
- Le 14, numéro 1905 de la revue Veja révèle qu'une vidéo tournée caméra cachée implique Roberto Jefferson, le président du Parti travailliste brésilien, dans un scandale de corruption. Le fait que des agents des services spéciaux brésiliens soient impliqués dans cette affaire laisse suspecter une action gouvernementale pour piéger un allié devenu encombrant. L'exécutif brésilien tente d'empêcher le législatif de monter une Commission d'enquête parlementaire.

### Juin 2005
- Le 3, le journal Folha de S.Paulo avance que le gouvernement est prêt à libérer 400 millions de réaux de budgets divers à condition que le Parlement ne monte pas de Commission d'enquête parlementaire.
- Le 16, José Dirceu, Ministro da Casa Civil et ami de Lula démissionne à la suite des accusations de Roberto Jefferson, le président du Parti travailliste brésilien. Il reprend alors son mandat de député fédéral du Parti des travailleurs pour l'État de São Paulo.

### Octobre 2005
- Le 23, échec du référendum pour limiter les ventes d'armes. Le « Front pour le droit à la légitime défense » a utilisé les mêmes arguments que la National Rifle Association of America : le droit des citoyens de se défendre eux-mêmes face à l’inefficacité de l’État que le scandale de corruption aurait, selon les partisans du Front, mis en exergue.

### Décembre 2005
- Le 1er, José Dirceu est destitué de son mandat de député fédéral et perd ainsi son immunité parlementaire.

### Septembre 2006
- Publication du rapport annuel de l'Institut brésilien de géographie et statistique : il conclut à une hausse des salaires de 4,6 % en 2005, la part des revenus des 50 % de Brésiliens les moins riches passant depuis 2003 de 11,2 % à 16,3 % de la masse salariale. Depuis la même date, la création de 6,1 millions d'emplois aurait par ailleurs ramené le taux de chômage de 13 % à 10,7 % en juillet 2006[2].

### Octobre 2006
- Lula est réélu au second tour de la présidentielle avec plus de 60 % des voix[3].

## 2007
- Expropriation de la fazenda da Barra, dans la région de Ribeirão Preto, à 300 km de São Paulo (1 780 hectares alloués au Mouvement des sans-terre)[4].

### Décembre 2007
- La Cour suprême brésilienne donne son aval au début des travaux de transfert des eaux du Rio São Francisco[5], projet au sujet duquel le président doit faire face à l'opposition du Mouvement des sans-terre, de la Commission pastorale de la terre et de la Conférence nationale des évêques.

## 2009
- G20 de Londres du 2 avril 2009 : avec son homologue argentine Cristina Kirchner, il obtient que la déclaration finale du G20 concernant la crise économique mondiale ne fasse pas référence à la « flexibilité du marché du travail », invoquant les conséquences négatives de celle-ci dans ces pays dans le passé[6].
- Juin 2009 : Lula accueille la décision unanime de l'Organisation des États américains (OEA) d'accueillir Cuba comme « victoire du peuple latino-américain »[7].
- 21 décembre 2009 : signature du décret lançant le IIIe Programme national des droits de l'homme, qui prévoit l'adoption de quelque 500 mesures et le vote de 27 lois nouvelles, ainsi que la création d'une Commission de Réconciliation concernant la période de la dictature militaire (1964-1985)[8].